# Alan & Naomi
Alan & Naomi è un film del 1992 diretto da Sterling Van Wagenen e tratto dal romanzo di Myron Levoy.

## Trama
Brooklyn, 1944. Spinto dai suoi genitori, il quattordicenne Alan Silverman sviluppa un'amicizia emotiva con Naomi Kirshenbaum, che è profondamente turbata da quando ha visto il padre assassinato dai nazisti in Europa.

## Riconoscimenti
- 1992 - Heartland International Film Festival
  - Crystal Heart Award

- 1993 - Young Artist Awards[1][2]
  - Nomination Best Young Actress Co-starring in a Motion Picture a Vanessa Zaoui